# Tarquínio Prisco
Tarquínio Prisco (em latim Lucius Tarquinius Priscus) ou Tarquínio, o Antigo foi o quinto rei de Roma, segundo a cronologia de Tito Lívio, eleito depois da morte de Anco Márcio. Proveniente de Tarquinia, na Etrúria, possuía grande riqueza, oriunda de suas atividades comerciais. Foi o primeiro rei etrusco. Seu verdadeiro nome, Lúcio Tarquínio (Lucius Tarquinius), foi substituído quando chegou em Roma.

## Família
Seu pai era Demarato de Corinto, da família dos baquíadas, e se tornou muito rico fazendo o comércio entre Corinto e as cidades do mar Tirreno. Quando Cípselo tornou-se tirano, derrubando os braquíadas, Demarato achou que não era seguro viver sob uma tirania sendo rico, principalmente por ele pertencer a oligarquia. Ele juntou suas posses e fugiu de Corinto, indo para a Tarquinia, onde ele tinha amigos, e se casou com uma mulher local de família nobre.
Ele teve dois filhos, Arruns e Lucumo, a quem ele deu nomes tarquínios e casou com mulheres tarquínias de famílias nobres, mas os instruiu na cultura da Grécia e do Tirreno.
Depois que Arruns morreu, seguido poucos dias depois da morte de Demarato, Lucumo herdou a fortuna do pai. Lucumo tinha pretensões de se tornar um cidadão importante, mas sendo excluído por não ser considerado nativo, e ouvindo que os romanos recebiam bem qualquer estrangeiro, mudou-se para Roma com sua família e seus amigos. Em Roma, ele adotou o nome Lucius Tarquinius.

## Governo
Depois da morte de Anco Márcio, Tarquínio Prisco dirigiu-se à Comitia Curiata e os convenceu que ele devia ser eleito rei em lugar dos filhos do falecido rei, que ainda eram adolescentes. Ele sucedeu a Anco Márcio como rei de Roma.
Em seu governo, introduziu em Roma divindades e tradições etruscas. Continuou as guerras de conquista contra as tribos vizinhas, instituiu jogos públicos e fez secar as áreas de pântanos da cidade. Reformou as instituições, a administração pública, bem como o exército. Aumentou o número de senadores de cem para duzentos. Urbanizou Roma com construções como a do Templo de Júpiter, o Circo Máximo, da área posteriormente chamada de Fórum Romano e da Cloaca Máxima, principal rede de esgotos da cidade, que existe até hoje.
Durante seu reinado, gregos da Foceia subiram o rio Tibre e se aliaram aos romanos; em seguida, eles foram à terra dos lígures e dos gauleses e fundaram Massília.

## Morte e sepultura
O filho mais velho de Anco Márcio, na esperança de obter o trono que considerava usurpado por Tarquínio, organizou um complô no qual o rei etrusco morreu. Porém seu plano foi frustrado pela hábil esposa de Tarquínio, Tanaquil, que conseguiu fazer com que o povo romano elegesse Sérvio Túlio como sexto rei de Roma, continuando a dinastia dos tarquínios.